# One Tree Hill: Volume 2
Friends With Benefit : Volume 2 é o segundo álbum da série One Tree Hill, lançado em 7 de fevereiro de 2006 pela gravadora Maverick, durante a 3ª temporada. Na série, o álbum adquire esse nome pois suas vendas seriam revertidas para pesquisas sobre o câncer de mama.

## Músicas
1. Feeder : Feeling a Moment
2. Jack's Mannequin : The Mixed Tape
3. Audioslave : Be Yourself
4. Nada Surf : Always Love
5. Gavin DeGraw : Jealous Guy
6. Citizen Cope : Son's Gonna Rise
7. Hot Hot Heat : Middle of Nowhere
8. Tyler Hilton : Missing You
9. MoZella : Light Years Away
10. Shout Out Louds : Please Please Please
11. Fall Out Boy : I've Got a Dark Alley and a Bad Idea That Says You Should Shut Your Mouth (Summer Song)
12. Jimmy Eat World : 23
13. Bethany Joy Galeotti (Haley James Scott) : Halo
14. Michelle Featherstone : Coffee & Cigarettes
15. Strays Don't Sleep : For Blue Skies